# Autoridad de Tránsito del Área Metropolitana de Washington

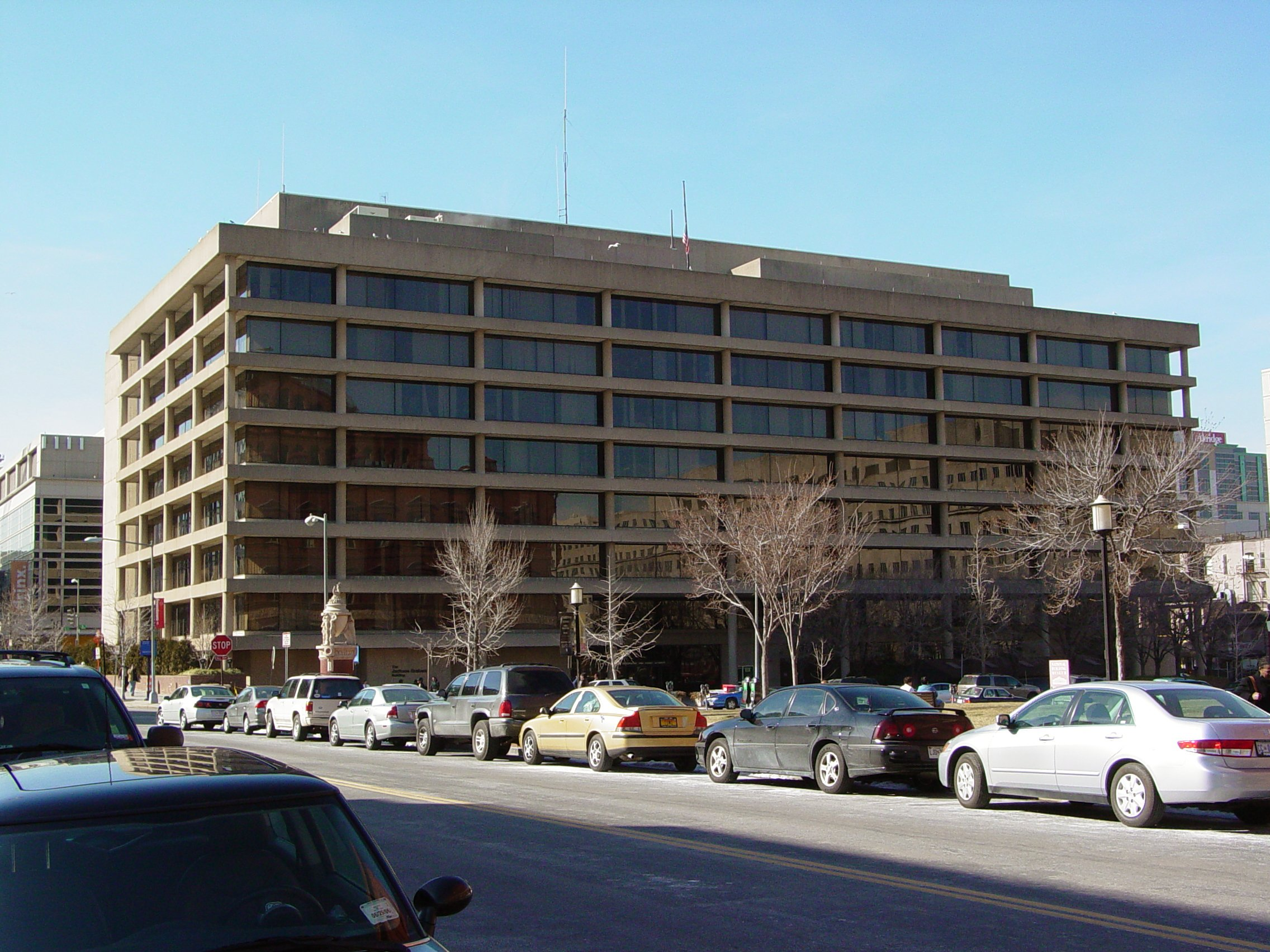
El Edificio Jackson Graham, donde cuya sede del Metro se encuentra ubicada.

La Autoridad de Tránsito del Área Metropolitana de Washington (Washington Metropolitan Area Transit Authority) (a menudo abreviado como WMATA y comúnmente llamada como Metro) es una agencia gubernamental trijurisdicional autorizada por el Congreso, que opera el servicio de transporte del área metropolitana de Washington D. C., incluyendo al Metro de Washington y el Metrobus. WMATA fue fundada junto con el Distrito de Columbia, Virginia y Maryland.

## Services
El WMATA opera el servicio de tránsito rápido bajo la marca "Metrorail", al igual que rutas del servicio de bus como "Metrobus". La WMATA forma también parte de una agencia pública y privada que opera el sistema de buses DC Circulator. La WMATA también tiene su propia agencia policial, el Departamento de Policía de Tránsito del Metro.